# Yahia Ben Yahia
Yahia Ben Yahia III (também conhecido no Reino de Portugal como Dom Jachia Ben Jaisch, alcunhado "O Negro") foi um líder religioso e político judaico de Portugal nascido em território sob domínio mouro. Foi nomeado grão-rabino e ministro das finanças do primeiro rei de Portugal, D. Afonso Henriques.